# Ривка Ліпшиц
Ривка Байла Ліпшиц (пол. Rywka Bajla Lipszyc, 15 вересня 1929 — ? 1945) — польська єврейська дівчинка, що вела особистий щоденник, перебуваючи в Лодзінському гетто під час Голокосту. Вона пережила депортацію в Аушвіц і подальший перевід у Ґросс-Розен і примусову працю в його підтаборі в Хрістіанштадті. Вона також пережила марш смерті в Берген-Бельзен і дожила до свого звільнення з нього в квітні 1945 року. Будучи занадто слабкою для евакуації, вона була переведена в госпіталь в Ніндорфі, де свідоцтва про її життя закінчуються.
Її щоденник у 112 сторінок був написаний між жовтнем 1943 року й квітнем 1944 року польською мовою. Він був вперше опублікований в США в 2014 році англійською мовою в перекладі Мальгожати Маркофф і з коментарями Еви Вятр, через 70 років після написання.

## Біографія

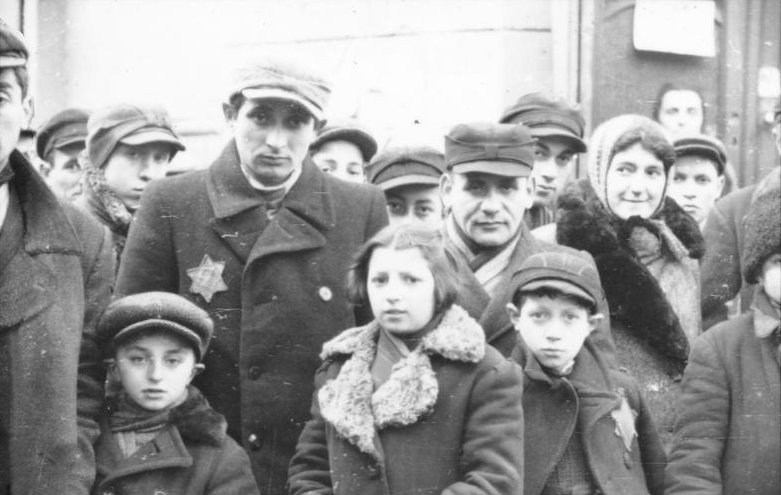
Лодзьке гетто в 1941 році

Ривка була старшою з чотирьох дітей Якуба (Янкеля) Ліпшиця і Сари Марьям Ліпшиц (до шлюбу Зелевер). Сім'ю депортували в нацистське гетто в Лодзі після німецької окупації частини Польщі. Її мати Сара ростила дітей на самоті після того, як батько Ривки помер 2 червня 1941 роки після побиття німцями на вулиці. Сара померла 8 липня 1942 роки від захворювання легенів і недоїдання.